# Birkenhead River
Der Birkenhead River ist ein 53 km langer linker Nebenfluss des Lillooet River in der kanadischen Provinz British Columbia. 

## Flusslauf
Der Birkenhead River entspringt am Nordosthang des Chipmunk Mountain, 30 km nördlich von Pemberton in den südlichen Pacific Ranges, auf einer Höhe von etwa 1850 m. Er fließt anfangs 20 km in südöstlicher Richtung durch das Bergland. Der Taillefer Creek, Abfluss des östlich gelegenen Birkenhead Lake mündet, in den Fluss. Dieser fließt anschließend 8 km in Richtung Südsüdost, bevor er sich nach Süden wendet und schließlich bei der Siedlung Mount Currie das Pemberton Valley erreicht. Dort fließt er noch 10 km entlang dem nördlichen Talrand in östlicher Richtung. Der British Columbia Highway 99 (Pemberton–Lillooet) überquert den Fluss unmittelbar vor dessen Mündung in den Lillooet River, wenige Meter oberhalb dessen Mündung in das nördliche Ende des Lillooet Lake. Der Birkenhead River entwässert ein Areal von ungefähr 600 km². Der mittlere Abfluss liegt 12 km oberhalb der Mündung bei 23,9 m³/s. Die höchsten monatlichen Abflüsse treten gewöhnlich im Juni auf.
Der Fluss wurde 1858 von Alexander Caulfield Anderson von der Hudson’s Bay Company nach dem Schiff HMS Birkenhead, einem britischen Truppentransporter, der am  26. Februar 1852 vor Südafrika sank, benannt.